# Salzburg
För andra betydelser, se Salzburg (olika betydelser).
Salzburg är en stad i Österrike. Den är huvudstad i förbundslandet Land Salzburg och har 157 399 invånare (2024). Inräknat intilliggande områden i Bayern, Tyskland, är invånarantalet i Salzburg och dess närmaste omgivning omkring 210 000 (2006).
Salzburg är känd för sin barockarkitektur, historia och som en inkörsport till Alperna. Gamla staden i Salzburg blev 1996 uppsatt på Unescos världsarvslista.

## Geografi
Staden ligger på floden Salzachs strandbankar på norra sidan av Alperna. Bergen i bakgrunden i söder kontrasterar väl med de rullande låglandet i norr. Den närmsta alptoppen, Untersberg (1972 meter hög), ligger bara några få kilometer från stadens centrum. Innerstaden, eller gamla stan, domineras av barocktorn och många kyrkor. Området är omgärdat av två mindre berg, Mönchsberg och Kapuzinerberg.
Staden ligger omkring 150 km öster om München i Tyskland och 300 km väster om Wien. En känd näraliggande ort på tyska sidan om gränsen är Berchtesgaden.

## Historia

### Tidig historia

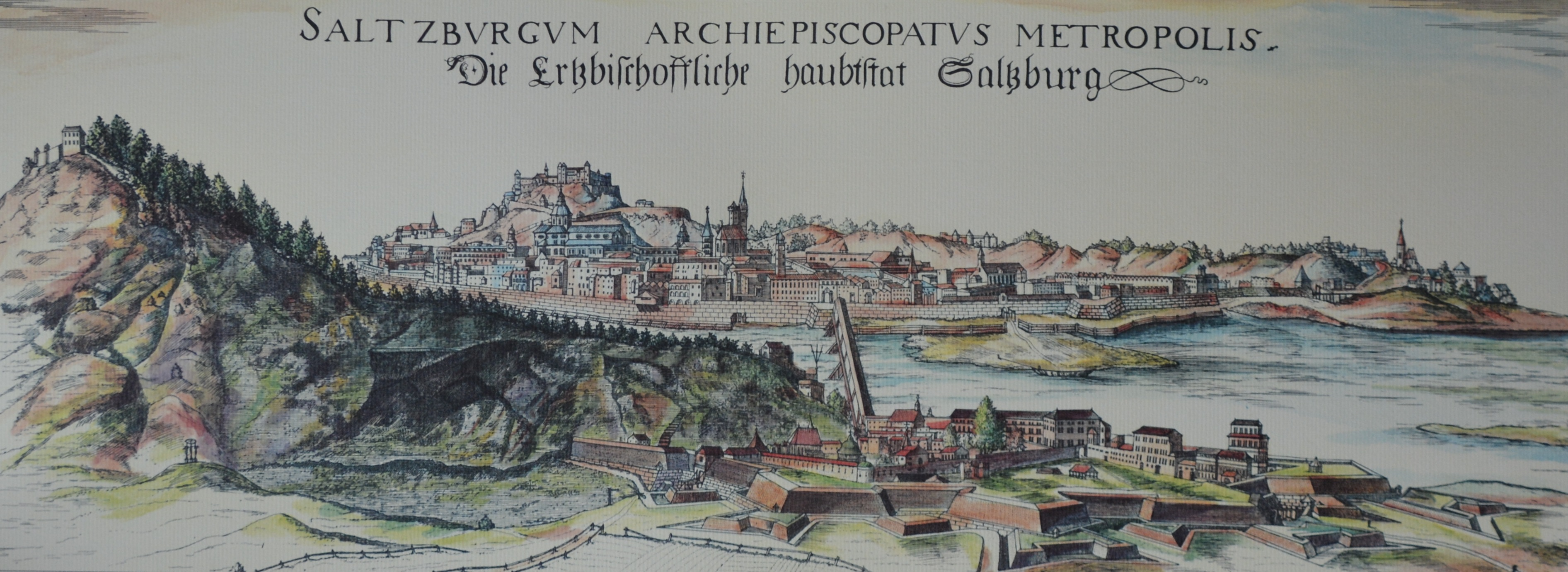
Salzburg 1643

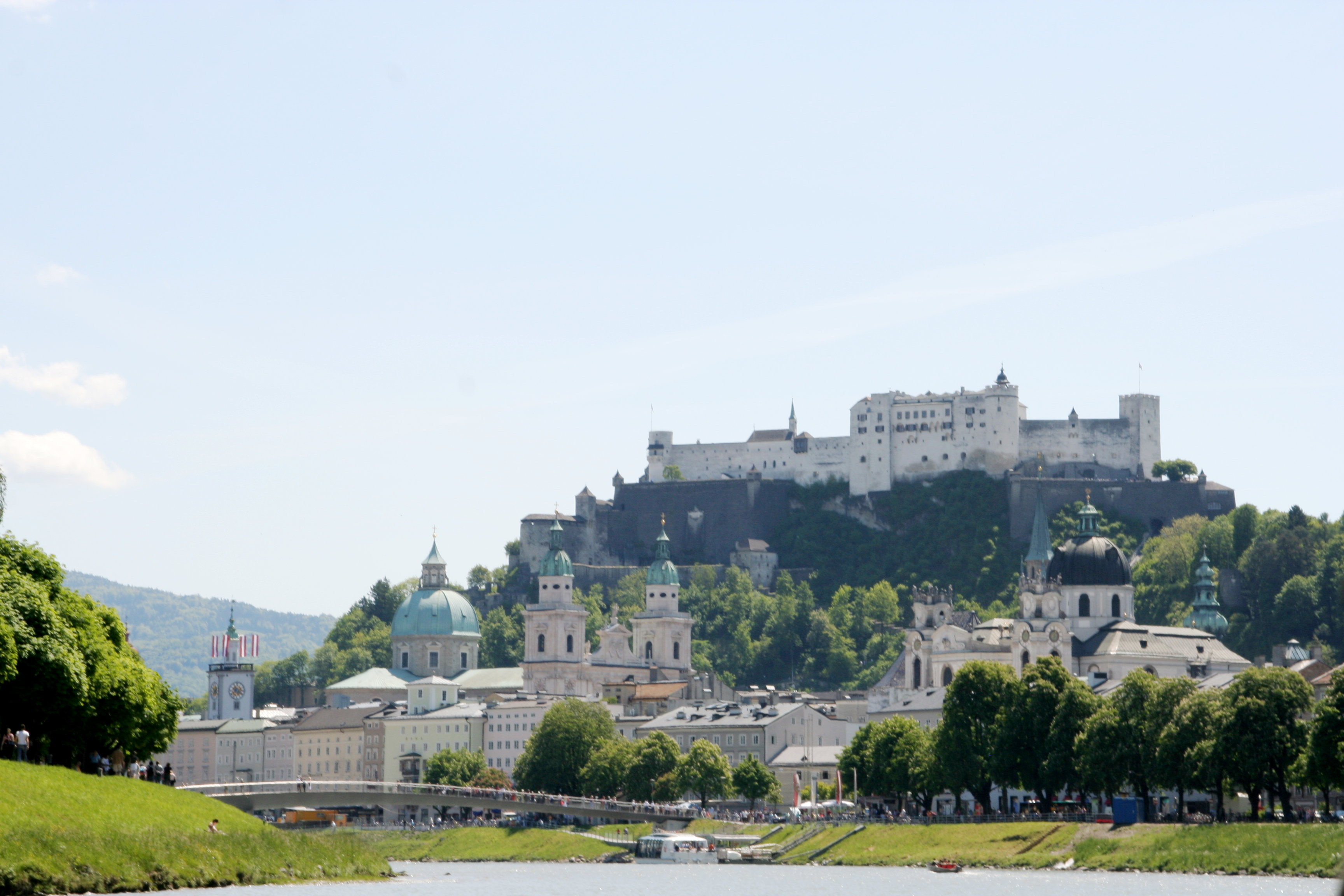
Hohensalzburgs fästning ovanför Gamla stan.

De första som bosatte sig i Salzburgområdet var kelter. Omkring år 15 f.Kr. slog Romarna ihop de två skilda bosättningarna till en stad. Vid denna tid hette staden Juvavum och fick år 45 status som municipium.
Juvavum utvecklades till en viktig stad i den Romerska provinsen Noricum. Ett romersk-katolskt stift bildades i staden omkring år 700, vilket senare blev ett ärkestift med ansvar över Bayern.
Det ekonomiska välståndet i staden var under denna tid baserad på saltgruvorna. Ordet Salz i stadens namn är tyska för salt. Stadens flod var huvudåder för salttransporterna.
År 1077 uppfördes en fästning på order av ärkehertig Gebhard.
Fram till 1803 var ärkebiskopen i Salzburg furstbiskop i staden och över det omgivande landområdet. Olika furstbiskopar satte sin prägel på staden, men den som påverkat mest var Wolf Dietrich. Han var i stora drag upphovsmannen bakom dagens stadssiluett och stod även bakom skapandet av Salzburgs katedral, Mirabellträdgården och andra landmärken. Markus Sittikus, som efterträdde Wolf Dietrich, bör också nämnas eftersom han lät uppföra slottet Hellbrunn med dess vattenpark. Hellbrunn är än idag ett omtyckt grönområde dit många Salzburgsbor söker sig på lediga dagar.

### Vintern 1731: Utdrivningen av protestanterna
Inte alla furstbiskopar lämnade ett nobelt arv. 31 oktober 1731, då man firade 214-årsdagen av Martin Luthers uppspikande av sina teser på Wittenbergs kyrkdörr, signerade ärkebiskop tillika hertig Leopold von Firmian utdrivningen av protestanterna (inte att förväxlas med liknande utdrivningar skrivna mot judar i olika städer i Europa). Förordningen kallades Emigrationspatent och deklarerade att alla protestanter skulle avsvärja sig sin icke-katolska tro eller bli bannlysta.

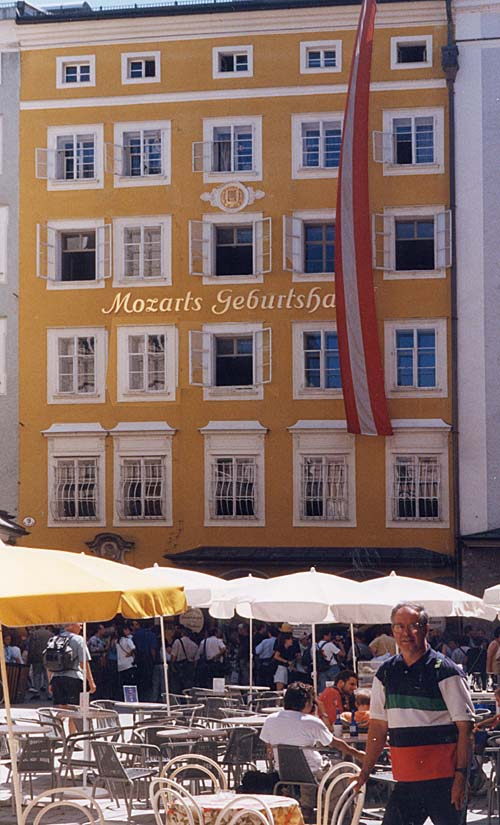
Mozarts födelsehus.

Efter att ha signerat förordningen deklarerade ärkebiskopen att den skulle kunna läsas av allmänheten den 11 november 1731, på 248-årsdagen av Luthers dop. I tron att hans skrivelse skulle fördriva ett hundratal besvärliga otrogna till kullarna omkring staden, blev han helt förbluffad när 21 475 invånare förklarade sin protestantiska tro i en offentlig lista.
Jordägare gavs tre månader att sälja sin mark och lämna staden. Nötkreatur, får, möbler och mark var man tvungen att avyttra på marknaden. Salzburgarna fick mycket lite pengar från sina välsituerade katoliker allierade med von Firmian. von Firmian konfiskerade själv stora landområden för sin egen familjs räkning, och beordrade att alla protestantiska böcker och biblar skulle brännas. Många barn som var 12 år och yngre tvingades växa upp som romerska katoliker. De som ägde land hade i alla fall en fördel: de tre månadernas respit gjorde att deras avresa kunde ske när värsta delen av vintern var över.

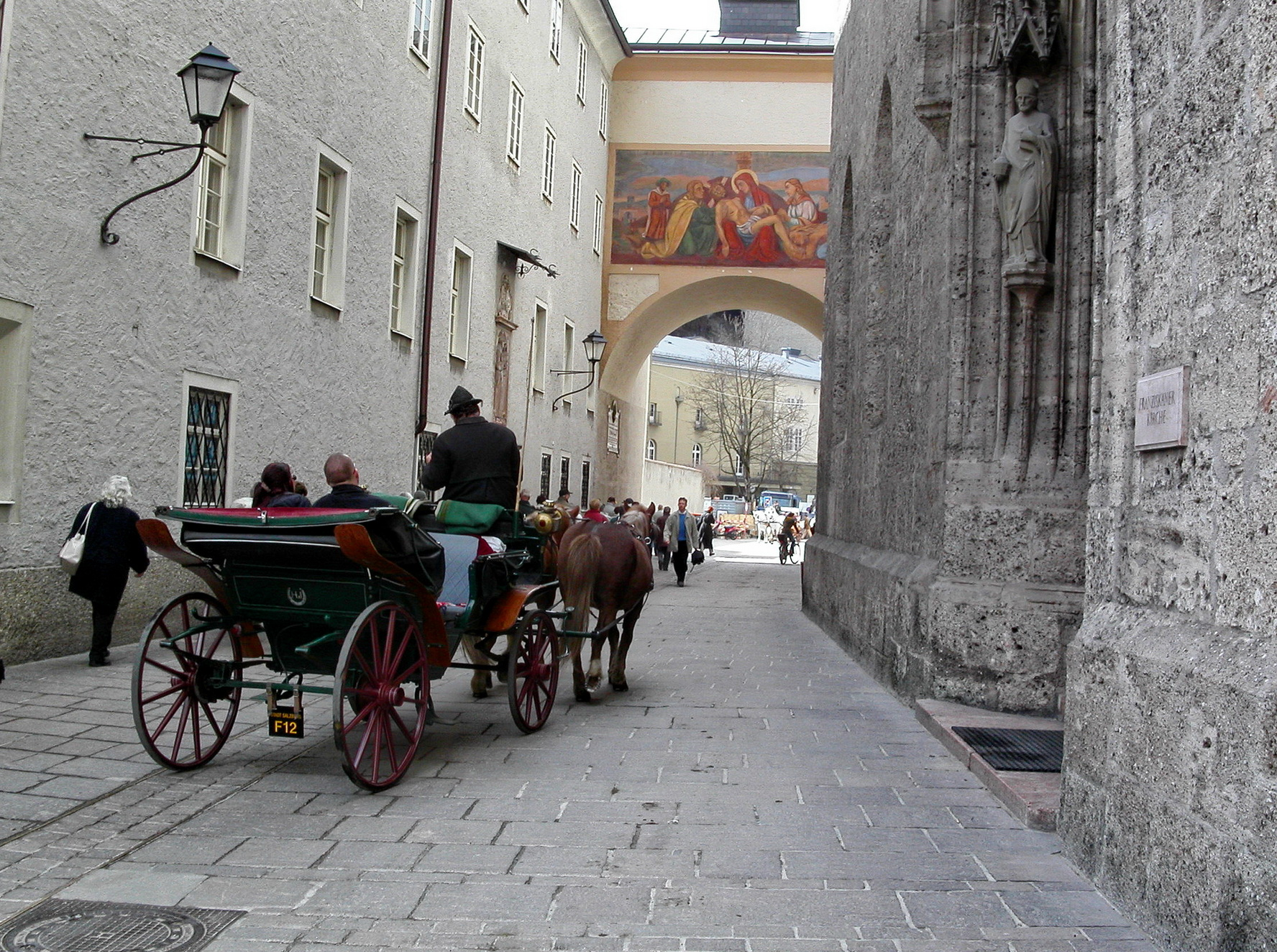
Passage nära Franziskanerkirche.

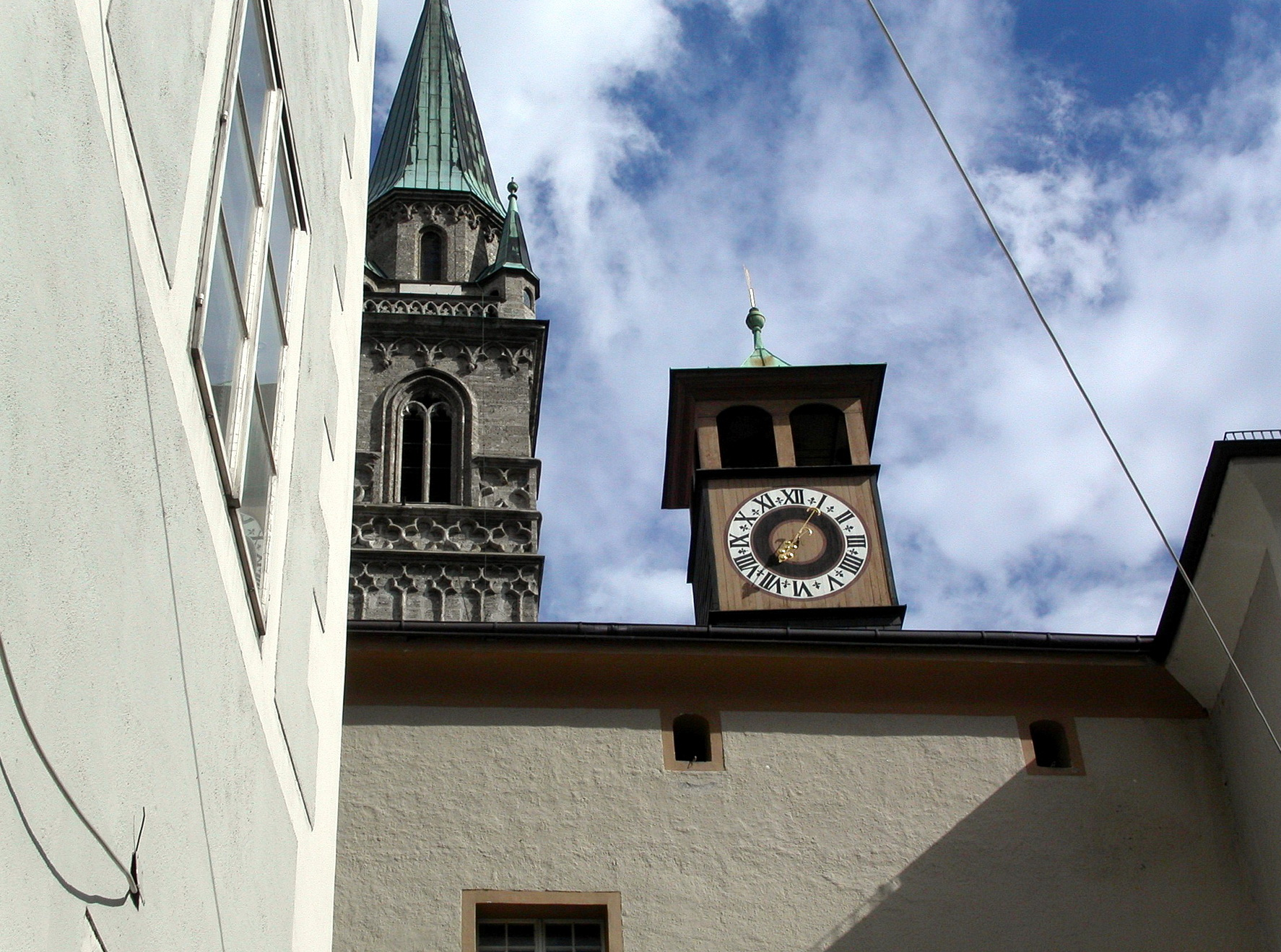
Tornklockan på Franziskanerkirche.

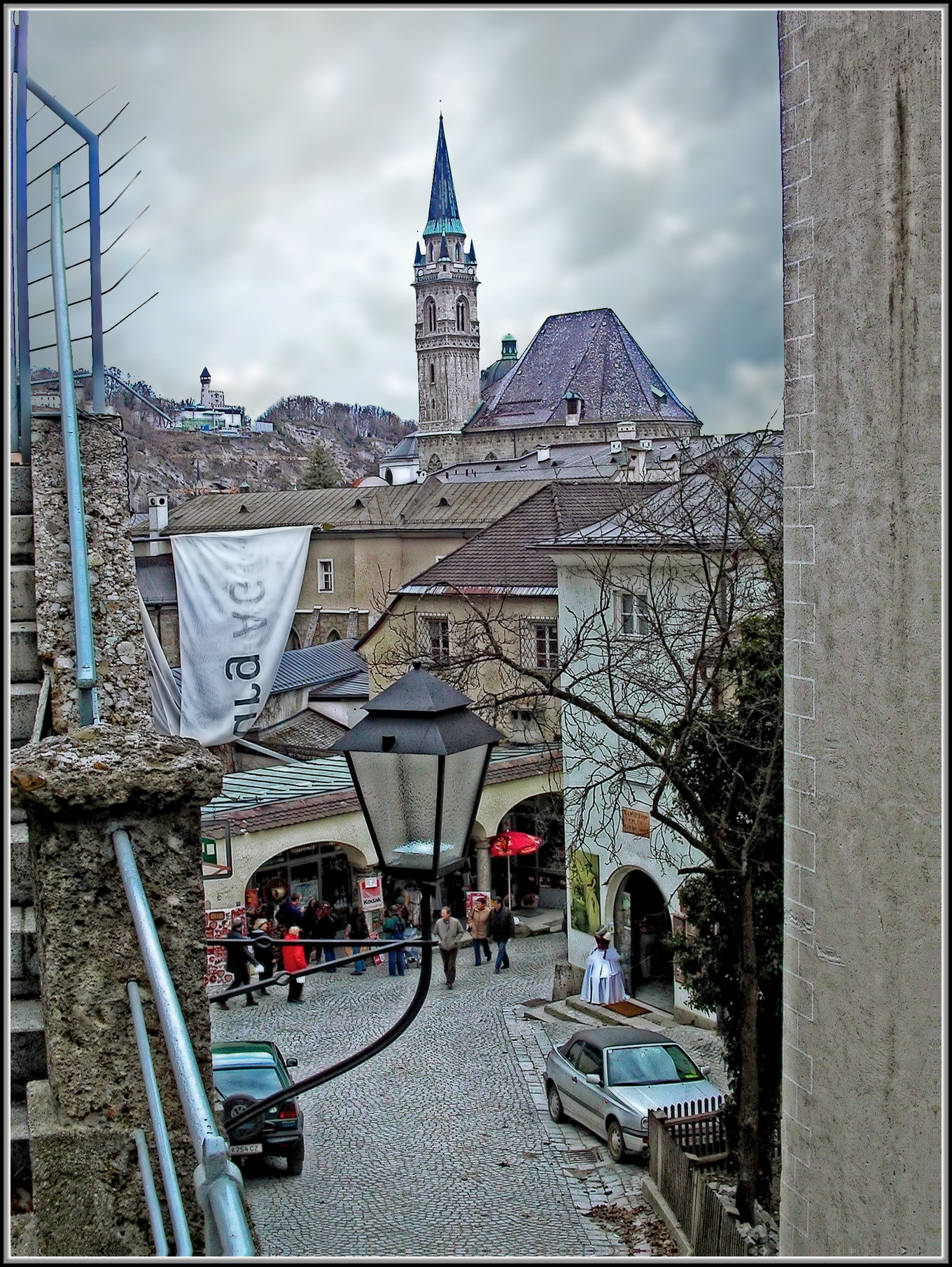
Salzburg

De som inte ägde mark fick endast åtta dagar att sälja vad de kunde och sedan ge sig av. De första flyktingarna marscherade norrut över Alperna i svår kyla och hårda snöstormar och sökte skydd i de få städer i Tyskland som kontrollerades av protestantiska furstar. Under resan gick deras besparingar snabbt åt då de möttes av både legala och illegala stråtrövare som upptog skatt, tull eller betalning för skydd mot rånare.
Berättelsen om deras belägenhet spreds snabbt när de marscherade norrut. Johann Wolfgang von Goethe skrev dikten Hermann och Dorothea om exil-salzburgarnas marsch. Protestanter och även en del katoliker förfärades över grymheten att fördriva dem mitt i vintern, och modet de hade visat genom att inte avsvärja sig sin tro. Successivt så kom de upp till samhällen som välkomnade dem och erbjöd dem hjälp. Men det fanns ingen plats där ett så stort antal flyktingar kunde slå sig ner.
Först 1732 accepterade den lutherska kungen Fredrik Vilhelm I av Preussen 12 000 protestantiska emigranter från Salzburg. De fick slå sig ner i Ostpreussen som hade ödelagts av farsoten som gått fram 20 år tidigare. Andra mindre grupper tog sig till Banatet-regionen i dagens Rumänien, till dagens Slovakien, till områden nära Berlin och Hannover och till Nederländerna.
12 mars 1734 kom en liten grupp med 60 salzburgare i exil som rest till London och därifrån tagit sig till den brittisk-amerikanska kolonin Georgia för att få religionsfrihet. Senare samma år följdes de av en andra grupp och 1741 hade omkring 150 salzburgare grundat staden Ebenezer i Georgia vid Savannahfloden, omkring 25 mil norr om staden Savannah. Andra tyskspråkiga familjer - huvudsakligen Schweizertyskar, folk från Pfalz och Schwaben anslöt sig också till salzburgarna i Ebenezer. Under årens lopp har alla dessa germaner blivit kända som Salzburgare.

### 1900-talet

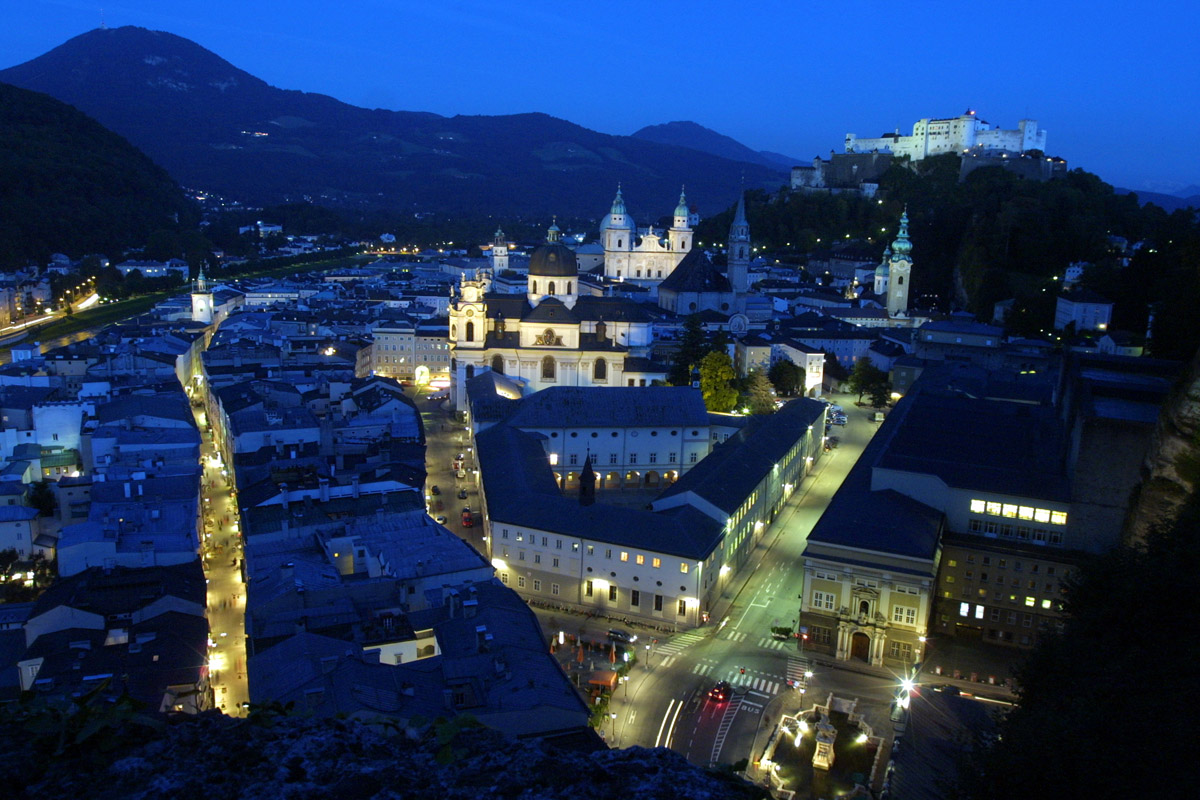
Kvällsvy över Salzburg. På bilden syns gamla stan och fortet, sett från Mönchsberg.

Under andra världskriget, var staden tursam att inte skadas hårt av de allierades bombningar. Stadens broar och katedralens kupol förstördes, men stora delar av stadens barockarkitektur överlevde. Som ett resultat av detta är Salzburg en av få återstående exempel på en stad i denna stil.

#### Sound of Music
1965 filmades Sound of Music i Salzburg och förbundslandet Salzburg. Filmen baserades på den verkliga historien om Maria von Trapp, en nunna i Salzburg som tog sig an den aristokratiska familjen och flydde den tyska ockupationen.
Trots att filmen är relativt okänd för österrikare, är det en relativt stor andel av turisterna som kommer till Salzburg och vill uppleva filmen genom att besöka inspelningsplatserna.

## Styre och politik
Salzburg är sedan efter andra världskriget huvudstad i förbundslandet med samma namn. Staden styrs av ett Gemeinderat (motsvarande kommunfullmäktige) med 40 ledamöter som väljs på femåriga mandatperioder. Vissa frågor av juridisk eller finansiell karaktär avgörs i Stadtsenat ('stadens senat'), ett arbetsutskott med 12 ledamöter. Det exekutiva styret i staden hanteras av Stadtratskollegium ('stadsrådskollegiet'), bestående av borgmästaren, de båda vice borgmästarna samt de två kommunalråden.

## Ekonomi och samfärdsel

### Industri
Utanför Salzburg har energidryckstillverkaren Red Bull sitt huvudkontor.

### Turism

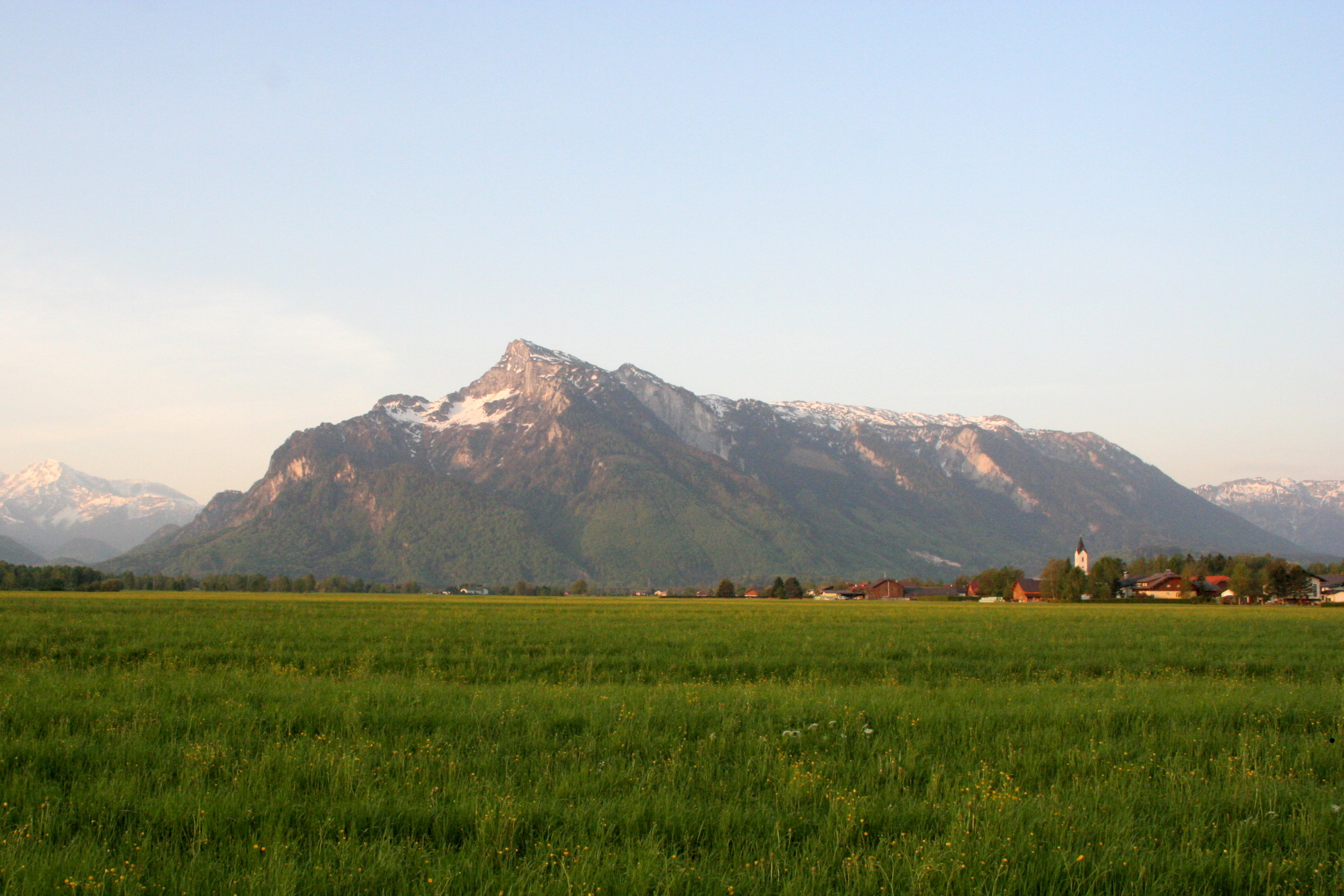
Untersberg, sett från Salzburg

Salzburg besöks av många turister, så många att antalet under högsäsong är större än stadens invånarantal[källa behövs].
- Skidåkning är en stor attraktion under vintern. Salzburg har självt inga skidbackar men fungerar som en port till många skidorter i österrikiska Alperna. Under vintermånaderna tar flygplatsen emot ett stort antal charterturister från övriga Europa.
- "Gamla stan" - barockstaden med Salzburgs katedral och Mirabelleträdgården.
- Salzkammergut är ett område med sjöar i förbundsländerna Salzburg, Steiermark och Oberösterreich, öster om staden.
- Untersberg intill staden är ett berg längs gränsen mot Tyskland. Klara dagar ges en vacker panoramavy över staden och Alperna.

### Transport och kommunikation
Vid Salzburg möts motorvägarna A1 och A10.
Staden kan nås via järnvägen som har många dagliga turer i öst-västlig riktning till och från Wien, München, Innsbruck och Zürich; inklusive två dagliga snabbtågsturer. Staden fungerar även som knutpunkt för sydliga tåg som går över Alperna till Italien.
Salzburg flygplats har linjer till Europas större städer såsom Frankfurt, Wien, London, Amsterdam och Zürich. Huvuddelen är dock charterflyg.
För den lokala trafiken, har Salzburg sedan 1940 ett system av trådbussar, som vuxit till att bli ett av Västeuropas största.

## Demografi
Stadskommunen Salzburg har (2018) 153 400 invånare, vilket är en knapp fjärdedel av den dryga halvmiljon som bor i förbundslandet Salzburg.

### Utbildning
I Salzburg ligger Fachhochschule Salzburg.

## Kultur och samhälle

### Sport
Framgångsrika klubbar på orten har genom åren bland annat varit FC Red Bull Salzburg i fotboll och EC Red Bulls Salzburg i ishockey. Salzburg ansökte om att få anordna Olympiska vinterspelen 2014, men röstades bort i den första finalomgången. Under fotbolls-EM 2008 spelades tre matcher i Salzburg; Grekland-Sverige, Grekland-Ryssland och Grekland-Spanien.

### Evenemang

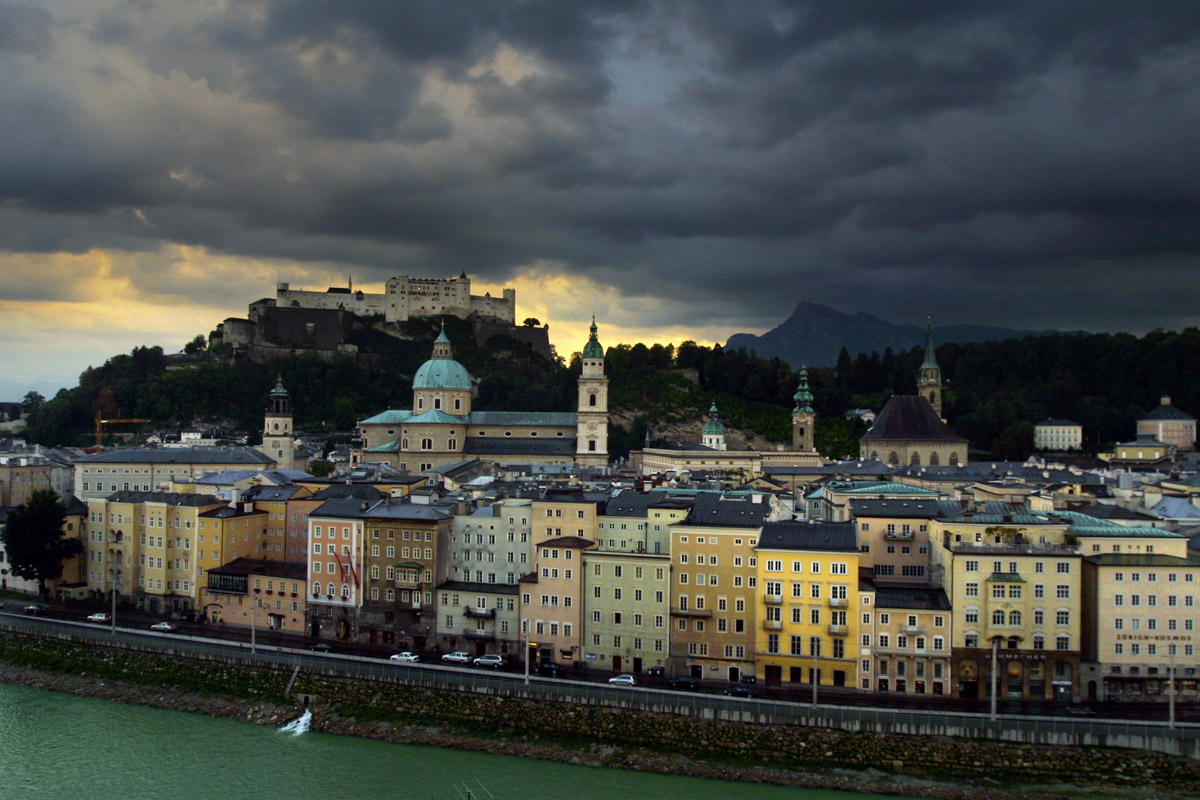
Vy över gamla stan och fortet, sett från Kapuzinerberg.

- Festspelen i Salzburg är en musikfestival som attraherar besökare under sommarmånaderna juli och augusti. En mindre festival kallad Salzburg Påskfestival hålls under påskveckan varje år.
- Salzburg var kandidatstad till Olympiska vinterspelen 2006 och till Olympiska vinterspelen 2010. Staden var favorit inför omröstningen om 2010 års spel, men det blev Vancouver som tog hem segern. 24 januari 2005 utsågs Salzburg av Österrikes olympiska kommitté till kandidat till att hålla Olympiska vinterspelen 2014, som dock förlades till Sotji.
- "Europrix multimedia award" hålls i Salzburg.

### Kända invånare
- Den kände kompositören Wolfgang Amadeus Mozart föddes och växte upp i Salzburg. Hans födelsehus och bostad är en populär turistattraktion. Hans föräldrar ligger begravda på en kyrkogård i gamla stan, och det finns många monument tillägnade "Wolferl" runt om i staden.
- Christian Doppler, en expert på akustisk teori, föddes i Salzburg. Han är mest känd för sin upptäckt av Dopplereffekten.
- Joseph Mohr föddes i Salzburg. Tillsammans med Franz Gruber komponerade han och skrev texten till Stilla natt, heliga natt[8]. Som präst i grannbyn Oberndorf framförde han sången för första gången 1818.
- Den internationellt uppburne expressionistiske poeten Georg Trakl föddes och växte upp i staden.
- Författaren Stefan Zweig bodde i Salzburg 15 år till dess han flyttade därifrån 1934.
- Salzburg är också Hans Makarts födelseort, en österrikisk målardekoratör som levde på 1800-talet. Makartplatz (Markarts Plats) har fått sitt namn efter honom.
- Författaren Thomas Bernhard växte upp i Salzburg och tillbringade en del av sitt liv där.
- Herbert von Karajan var en känd musiker och dirigent. Han föddes i Salzburg[9] och dog 1989 i det närliggande samhället Anif.
- Felix Baumgartner är den fallskärmshoppare som slagit världsrekord i fallskärmshoppning från hög höjd då han den 14 oktober 2012 hoppade från 39 000 meters höjd.
- Maria von Trapp (senare Maria Trapp) bodde i Salzburg med sin familj fram till nazisternas maktövertagande då de flydde till USA.